# Zabłocie (rejon szeptycki)
Zabłocie (ukr. Заболоття) – wieś na Ukrainie w rejonie szeptyckim obwodu lwowskiego.
Wieś starostwa grodowego bełskiego na początku XVIII wieku.
Do 2020 w rejonie sokalskim.

Do 2024 w rejonie czerwonogrodzkim.